# وقود مصبوغ

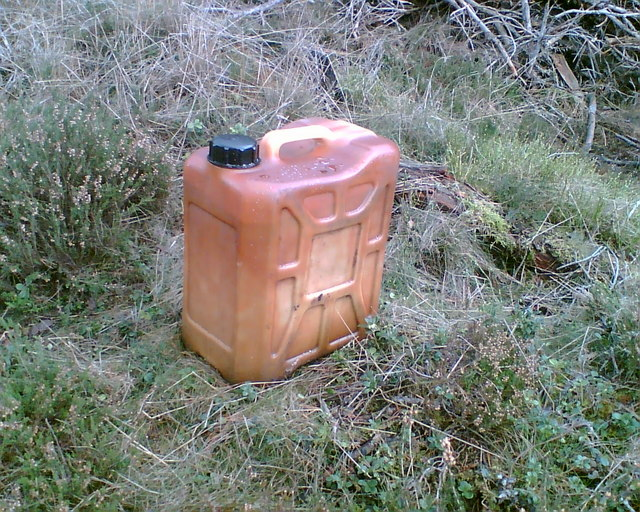
الديزل الأحمر

## الوقود المصبوغ
تضاف الأصباغ إلى الوقود، حيث يفرض القانون في بعض الدول وضع صباغ للوقود منخفض الضرائب (المدعوم من قبل الحكومة) لمنع استخدامها في مجالات الغير المخصصة لها. وتطلق تسمية «الوقود مصبوغ» على الوقود الغير الخاضعة للضريبة، بينما يسمى الوقود الخاضع للضريبة «الوقود الأبيض».

## المملكة المتحدة
في المملكة المتحدة، «الديزل الأحمر» أو «المازوت الأحمر» هو وقود مصبوغ مخصص للأعمال والمركبات الزراعية المسجلة مثل الجرارات والحفارات والرافعات وغيرها من بعض الآليات التي لا تسير على الطريق مثل القوارب. يتم فرض ضريبة منخفضة على الديزل الأحمر مقارنة بالضريبة المفروضة على الديزل المخصص للمركبات التي تسير على الطرق العامة. ولأن الديزل الأحمر يستخدم على نطاق واسع في المملكة المتحدة لذلك فإن السلطات تقوم بانتظام بعمليات تفتيش للسيارات على الطرق العامة، ويتم فرض غرامات باهظة عند ضبط استخدام غير مصرح به. وبالرغم من ذلك فإنه في بعض الأحيان يتم ضبط واحد من كل خمسة سائقي سيارات يقوم باستخدام الديزل الأحمر.

## الوقود المصبوغ في أمريكا الشمالية
تفرض «وكالة حماية البيئة» في الولايات المتحدة الأمريكية استخدام صبغة حمراء لتحديد الوقود عالي الكبريت للاستخدام على الطرق الوعرة. كما تفرض «دائرة الإيرادات الداخلية» استخدام نفس الأصباغ الحمراء، مركزة خمسة أضعاف، على وقود الديزل المعفى من الضرائب مثل زيت التدفئة. وسبب استخدام الصباغ بتركز عال هو لتمكين اكتشاف خلط هذا الوقود مع الوقود العادي. إن الكشف عن استخدام الوقود الأحمر المصبوغ في السيارة العادية تكبد غرامات كبيرة.

## غسيل الوقود
يمكن معالجة الوقود لإزالة الصبغة منه وذلك لبيعه بصورة غير مشروعة إلى سائقي السيارات، هو نشاط إجرامي معروف في إيرلندا والمملكة المتحدة. في إيرلندا الشمالية وجمهورية إيرلندا كان يستخدم كوسيلة لجمع الأموال من قبل المنظمات شبه العسكرية غير الشرعية. في عام 2004، اكتشفت الشرطة الايرلندية الشمالية منشأة غير قانوني قادر على إزالة الصبغة من 12 مليون لتر من الوقود سنويا. وفي عام 2009، أغلق مسؤولي الجمارك مصنع قادر على إزالة الصبغة من 6.5 مليون لتر من الوقود سنويا. وفي عام 2011، تم اكتشاف مصنع قادر على معالجة 30 مليون لتر.

## الأصبغة المستخدمة
بعض الأصبغة المستخدمة في بعض البلدان مذكوره هنا:
| لدولة                | الوقود                                                     | الصباغ |
| -------------------- | ---------------------------------------------------------- | --- |
| أستراليا             | عادي خال الرصاص بنزين                                      | بنفسجي/برونزي (تحول إلى أحمر/برتقالي في 2013) |
| أستراليا             | ممتاز خال الرصاص بنزين                                     | أصفر |
| النمسا               | التدفئة مازوت                                              | أي صبغة حمراء وصفراء المذيبات 124 |
| كندا                 | وقود للاستخدام خارج الطرق (الزراعة، البناء، التعدين الخ..) | الأحمر / الصباغ الأرجواني |
| كندا                 | التدفئة مازوت                                              | أي صبغة حمراء |
| فنلندا               | التدفئة مازوت                                              | فورفورال والمذيبات الأصفر 124 |
| فنلندا               | الديزل للبناء والزراعة                                     | فورفورال والمذيبات الأصفر 124 |
| فرنسا                | النفط زيت الغاز (التدفئة / الديزل على الطرق الوعرة)        | مذيب الأحمر 24 والأصفر المذيبات 124 |
| فرنسا                | ديزل البحرية                                               | المذيبات الأزرق 35 |
| إستونيا              | التدفئة مازوت                                              | Automate Red NR or similar |
| إستونيا              | الديزل الزراعي                                             | Automate Blue 8 GHF or similar |
| ألمانيا              | التدفئة مازوت                                              | مذيب صفراء 124 + 4.1 غرام / لتر المذيبات الأحمر 19 أو 5.3 غرام tolyazotolyazo-ethylhexylbetanaphthylamine أو 6.1 غرام tolyazotolyazo-tridecylbetanaphthylamine وما شابه |
| اليونان              | التدفئة مازوت                                              | أي صبغة حمراء |
| اليونان              | ديزل البحرية                                               | أي صبغة سوداء |
| جمهورية أيرلندا      | زيت الوقود                                                 | صبغ الأخضر = الأصفر المذيبات 124 وأنثراكوينون الأزرق صبغ يعادل مذيب الزرقاء 35                                                                                          |
| جمهورية أيرلندا      | كيروسين                                                    | المذيبات 19 الأحمر وما شابه |
| إيطاليا              | مازوت التدفئة                                              | المذيبات الأحمر 161 |
| إيطاليا              | زيت الوقود                                                 | مذيب الخضراء 32 أو 33 والمذيبات الأصفر 124 |
| هولندا               | الديزل الزراعي                                             | أي صبغ أحمر وأصفر 124 المذيبات المضافة فورفورال تم التخلي عنه |
| النرويج              | الديزل الزراعي                                             | أي صبغة خضراء |
| البرتغال             | الديزل الزراعي                                             | المذيبات الأزرق 35 |
| البرتغال             | زيت التدفئة                                                | المذيبات 19 الأحمر وما شابه |
| إسبانيا              | الديزل الزراعي                                             | أي صبغ أحمر + أصفر المذيبات 124: وسام PRE / 1724/2002 من 5 يوليو. |
| إسبانيا              | زيت التدفئة                                                | أي صبغة زرقاء + مذيب الصفراء 124: وسام PRE / 1724/2002 من 5 يوليو. |
| السويد               | زيت التدفئة                                                | مذيب الأزرق 35، المذيبات الأزرق 79، المذيبات الأزرق 98 والمذيبات الأصفر 124                                                                                             |
| تايلاند              | البنزين 95                                                 | صبغ أصفر |
| تايلاند              | البنزين 91                                                 | صبغة حمراء |
| المملكة المتحدة      | زيت الغاز ("الديزل الأحمر ")                               | مذيب الأحمر 24، quinizarin والمذيبات الأصفر 124 |
| المملكة المتحدة      | الكيروسين المخفض                                           | الكومارين والمذيبات الأصفر 124 |
| الاتحاد الأوروبي     | المخفض                                                     | مذيب الصفراء 124 ("Euromarker") |
| الولايات المتحدة     | الوقود المنخفضة من الضرائب، والوقود عالي الكبريت           | مذيب الأحمر 26 £ 3,9 لكل 1000 برميل، المذيبات الأحمر 164 |
| في جميع أنحاء العالم | البنزين الطيران 80/87                                      | صبغة حمراء |
| في جميع أنحاء العالم | الطيران 82UL البنزين                                       | الصباغ الأرجواني |
| في جميع أنحاء العالم | الطيران 100LL البنزين                                      | صبغة زرقاء |
| في جميع أنحاء العالم | البنزين الطيران 100/130                                    | الصبغة الخضراء |